# كريستيان غارين
كريستيان غارين (بالإسبانية: Cristian Garín)‏ مواليد 30 مايو 1996 في ايكويكو، هو لاعب كرة مضرب تشيلي بدأ مسيرته كمحترف سنة 2013 يلعب باليد اليمنى. أعلى تصنيف له في الفردي كان المركز الـ 225 في سنة 2015. أعلى تصنيف له في الزوجي كان المركز الـ 316 في سنة 2014.

## روابط خارجية
- كريستيان غارين على موقع رابطة محترفي التنس (الإنجليزية)
- كريستيان غارين على موقع الاتحاد الدولي لكرة المضرب (الإنجليزية)
- كريستيان غارين على موقع كأس ديفيز (الإنجليزية)